# Aoudaghost
Aoudaghost, également connue sous les noms d'Awdaghast, Awdaghust, Tegdaoust, Taghaost, Taghaoust, était une ville importante d'Afrique de l'Ouest qui se trouve aujourd'hui au sud-est de la Mauritanie, dans la région (wilaya) de Hodh El Gharbi.

## Histoire
Elle aurait été fondée vers le Ve siècle, sur l'oued de Tijigja, et fut au Moyen Âge un centre commercial important pour les Berbères aux abords de l'empire du Ghana et devint une étape marchande importante sur la route transsaharienne. Une nouvelle voie du commerce transsaharien s'établit et lui permet de rejoindre Sijilmassa.
Al-Bakri rapporte que la cité est alors prospère, avec de nombreuses maisons et une activité agricole prospère. Ibn Hawqal détaille les grandes quantités de marchandises qui transitent à Sijilmassa en provenance d'Aoudaghost.
Durant le Xe siècle, les communautés zénètes dominent es sections septentrionales du commerce transsaharien, mais Aoudaghost est dirigée par les Sanhadja qui exercent un pouvoir sur la ville en contrôlant et sécurisant les routes empruntées par les caravanes. Ils perçoivent également l'essentiel des revenus issus de ce commerce à Aoudaghost.
À la fin du Xe siècle, les Sanhadjas se rebellent contre l'autorité de l'empire du Ghana. Vers 990, elle serait reprise et l'ensemble des revenus commerciaux détournés vers la capitale du Ghana.
Au XIe siècle, les souverains ghanéens avaient étendu leur empire jusqu'à l'Atlantique et avaient pris la ville aux Berbères. En 1055, la conquête de Wad Draa habité par des Berbères non islamisés, vit l'invasion de Sijilmassa et la destruction d’Aoudaghost. Ces différents conflits entre le Ghana et les Berbères poussent les Almoravides à s'étendre vers le sud et reprendre le contrôle des anciennes cités marchandes berbères.

## Patrimoine mondial
Une candidature du site archéologique de Tegdaoust à l'inscription sur la liste du patrimoine mondial de l'Unesco a été déposée en 2001.

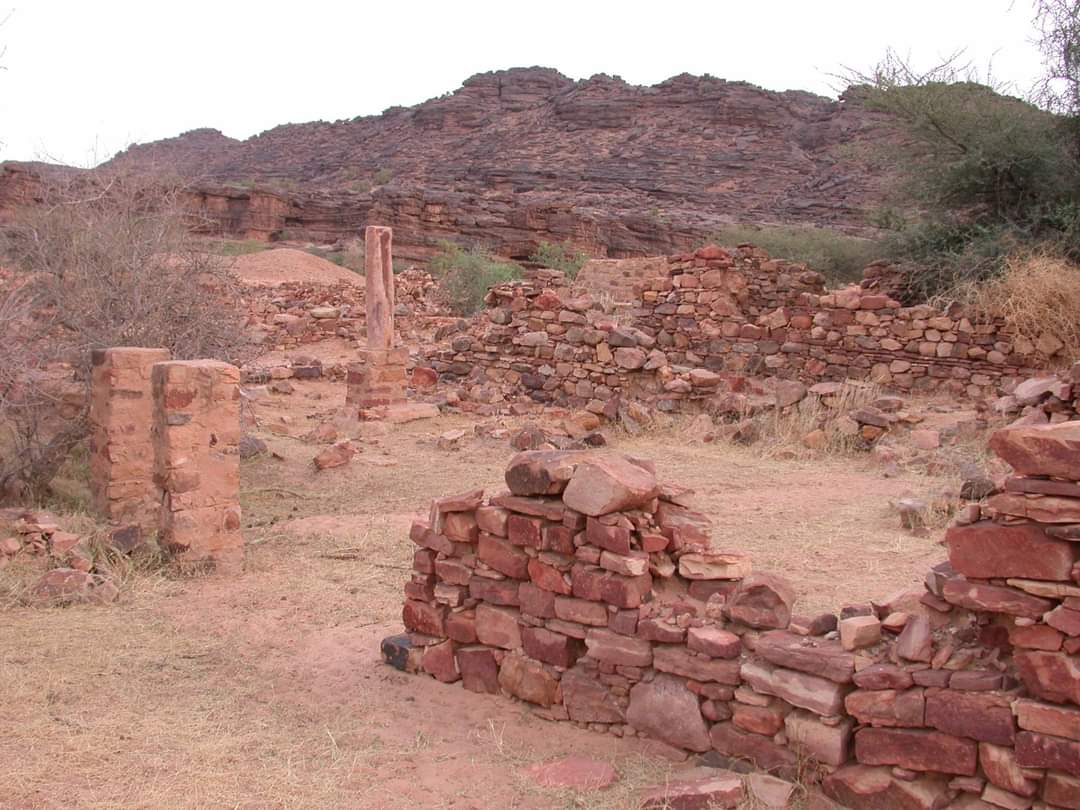
Ruines d'Aoudaghost